# Аристилл (лунный кратер)
Кратер Аристилл (лат. Aristillus) — ударный кратер на видимой стороне Луны в восточной части Моря Дождей. Образование кратера предположительно относится к эратосфенскому периоду. Кратер назван в честь Аристилла Самосского (конец IV — начало III вв. до н. э.) — древнегреческого астронома. Впервые наблюдался Яном Гевелием в 1645 г. Название утверждено Международным астрономическим союзом в 1935 г.

## Описание кратера

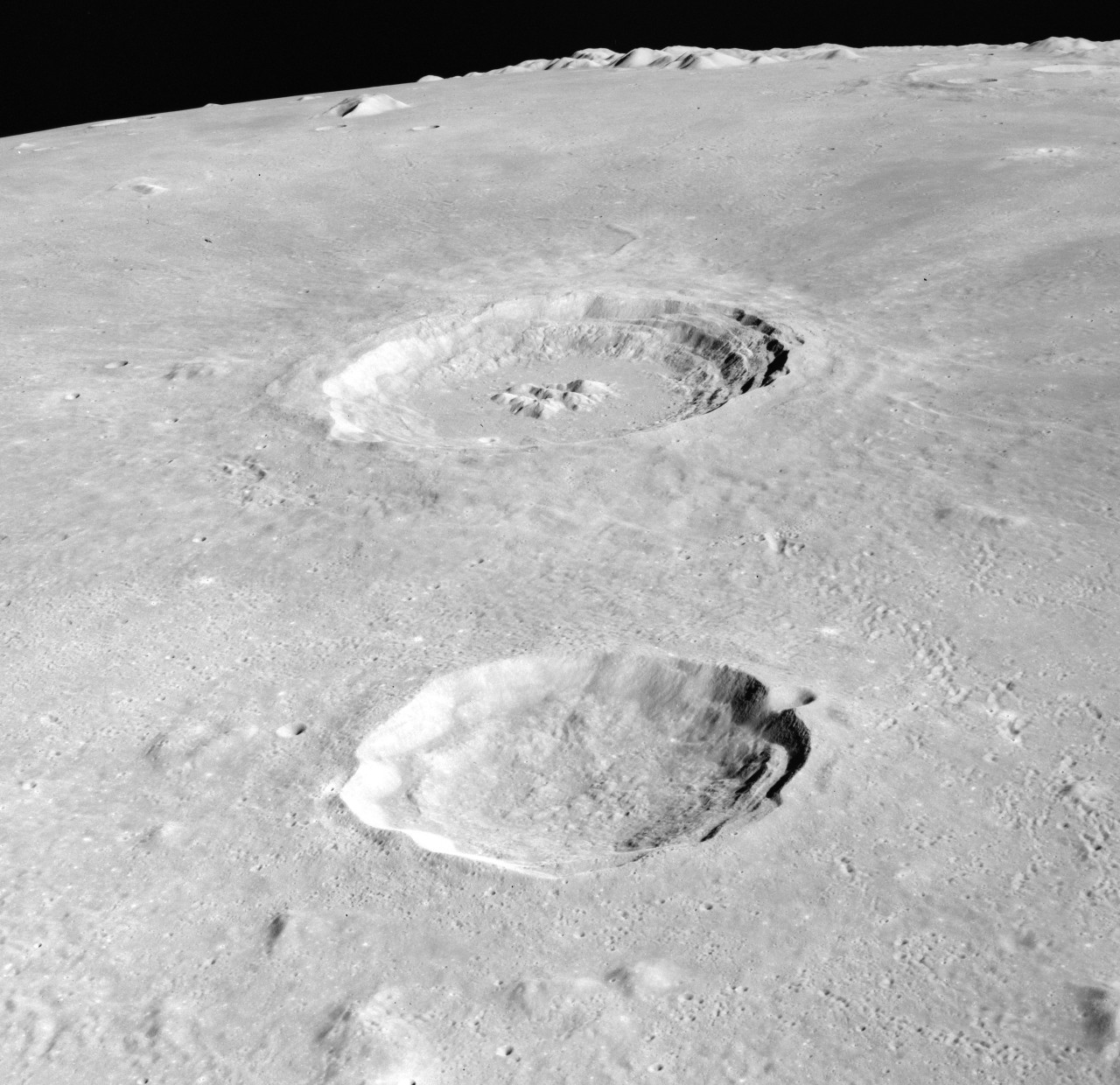
Кратеры Автолик (внизу) и Аристилл (вверху). Снимок с борта Аполлона-15.

На севере-северо-востоке от кратера находится кратер Кассини; на северо-востоке — кратер Теэтет; на юге — молодой кратер Автолик; на юго-западе — древний кратер Архимед. К западу от кратера лежат горы Шпицберген — цепочка пиков в Море Дождей; на востоке — горы Кавказ. Область Моря к юго-западу от кратера Аристилл получила название Залив Лунника (лат. Sinus Lunicus). Диаметр кратера — 54,4 км, глубина — 3300 м, селенографические координаты центра кратера — 33°53′ с. ш. 1°13′ в. д. / 33,88° с. ш. 1,21° в. д..
Вал кратера несколько неправильной многоугольной формы, отличающейся от циркулярной, с широким внешним откосом, выделяющимся на гладком фоне окружающего кратер моря. Внутренний склон вала типичной террасовидной формы, дно чаши кратера неровное, не заполненное лавой. В северной части кратера террасы вала обрушились. В центре кратера находятся три скопления пиков треугольной формы, возвышающиеся приблизительно на 0,9 км над дном чаши. Состав центральных пиков — габбро-норито-троктолитовый анортозит с содержанием плагиоклаза 80-85 % (GNTA2) и анортозитовый норит (AN). Кратер имеет систему лучей, простирающуюся на расстояние до 600 км. Поверхность вокруг кратера имеет яркость 4½° по таблице яркостей Шретера. Высота вала над окружающей местностью — 1170 м, объем кратера составляет приблизительно 2500 км³.
К северу от кратера можно различить древний кратер, который был полностью затоплен лавой во время заполнения бассейна Моря Дождей, и теперь над уровнем моря слегка выступает только вал этого кратера. Южная часть этого вала перекрыта внешним откосом вала кратера Аристилл.
Интересной особенностью кратера является темная полоса, разветвляющаяся в виде латинской буквы V, в северо-восточной части вала кратера. Основание буквы находится на нижней террасе, верхняя её часть лежит на окончании внешнего откоса вала кратера. По всей вероятности, эта полоса представляет собой всплеск расплава, образовавшегося при импакте. Согласно данным, полученным с зонда Clementine, в этой полосе массовая доля оксида железа (II) (FeO) больше на 2—4 %, чем в окружающей породе, что объясняет более низкое альбедо полосы.
Кратер Аристилл включен в список кратеров с яркой системой лучей Ассоциации лунной и планетарной астрономии (ALPO) и в список кратеров с темными радиальными полосами на внутреннем склоне той же Ассоциации.

## Сателлитные кратеры

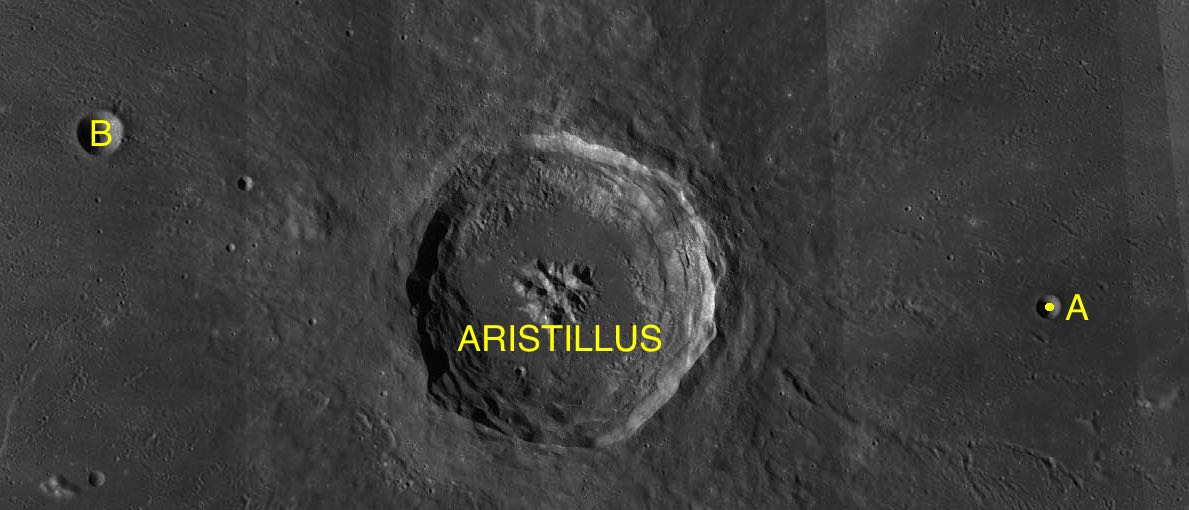
Фрагмент карты LAC-25.

| Аристилл | Координаты                                          | Диаметр, км |
| -------- | --------------------------------------------------- | ----------- |
| A        | 33°38′ с. ш. 4°32′ в. д. / 33,64° с. ш. 4,53° в. д. | 4,4         |
| B        | 34°48′ с. ш. 1°56′ з. д. / 34,80° с. ш. 1,93° з. д. | 8,0         |